# 48 Cameras
48 Cameras constitue un collectif musical et international à géométrie variable créé en 1984, incluant en son sein musiciens et non musiciens, certains d'entre eux ne s'étant jamais rencontrés, certains vivant en effet à ce jour en Belgique, aux Pays-Bas, au Royaume-Uni, etc. 
Ce collectif a à ce jour enregistré 14 albums et son line-up n'a jamais cessé de se modifier au fil des années, comptant à présent en son sein 5 membres.
Bon nombre d'échanges entre les membres du collectif ont dès lors lieu via Internet. Un même principe a ainsi permis à 48 Cameras de recevoir, album après album, divers invités en provenance de pays, de cultures et de disciplines diverses : Rodolphe Burger, Andy Cairns, David Coulter, Sandy Dillon, Michael Gira, Marcel Kanche, Tom Heasley, Gerard Malanga, Martyn Bates, DJ Olive, Charlemagne Palestine, Philippe Poirier, Nicholas Royle, Eugène Savitzkaya, Scanner, Vesica Piscis, Aaron Ximm, etc. À la manière d’une certaine théorie des dominos, ces collaborations procèdent souvent d’accidents fortuits et tissent à terme des liens qui vont en se multipliant. 48 Cameras a de même un temps compté en son sein Paul Buck, auteur du roman The honeymoon killers (deux traductions en français existent sous le titre de Les Tueurs de la lune de miel.
48 Cameras apparaît de même en filigrane dans le roman Antwerp de l'écrivain anglais Nicholas Royle. À tort ou à raison, 48 Cameras a été comparés à des formations telles que Coil, Current 93 ou encore Psychic TV.
En raison même de la particularité de ce collectif, 48 Cameras n'a donné que huit concerts en 33 ans d'existence, soit à Amay, Paris, Nancy, Bruxelles, Liège et Amay.
Jean Marie Mathoul - l’un des membres du collectif - paraphrasant David Herbert Lawrence: "Notre musique pourrait être une musique écrite dans une langue étrangère que nous ne souhaiterions pas totalement maîtriser".

## Discographie
- B-Sides are for lovers (vinyle / 1985 / 139 K's Records - réédité en 2009 par Infrastition sous la forme d'un digipack incluant deux titres bonus)
- Third & last imitation of Christ (CD / 1992 / Besides)
- Easter, November & a year (CD / 1994 / Les Disques du Soleil et de l'Acier)
- Me, my youth & a bass drum (CD / 1996 / Big Bang)
- From dawn to dust & backwards (CD / 1997 / Besides)
- THREE weeks WITH my DOG avec Gerard Malanga en qualité d'invité (CD / 1999 / Besides)
- I swear I saw garlic growing under my father's steps (CD / 2002 / Interzone)
- Three weeks long, I saw garlic growing under my dog's steps (réédition double digipack des deux précédents albums - 2005_2006 / Dead Scarlet Records)
- After all, isn't tango the dance of the drunk man? (Digipack / 2006 / Interzone + Carbon7)
- Before me lay some more dark waters (Digipack / 2009 / Interzone + an eastern belgium at night production). À noter à cet égard que 23 copies de cet album ont été volontairement "abandonnées" dans des lieux publics / pays : parcs, bibliothèques, brasseries, etc. soit à New York, Paris, Berlin, Bruxelles, Londres, etc.
- Right north, she said… (Double-digipack / 2012 / Interzone + Transonic).
- From a river to a hill (limited edition / 2012 / Siren Wire Editions)
- We could bring you silk in May avec Robin Rimbaud (Scanner) en qualité d'invité (Digipack / 2013 / Interzone)
- Run Amok Run (limited edition / 2014 / Siren Wire Editions)
- Songs our mothers taught us (Digipack : 2016 / Interzone)

Le collectif a de même participé en 1999 à l'album  Up from the archives  de Gerard Malanga, album paru sur le label Sub Rosa et comprenant également des interventions de William Burroughs, Angus MacLise, Thurston Moore, DJ Olive, Iggy Pop, Andy Warhol, etc.
48 Cameras vient d'entreprendre l'enregistrement de "Songs from the Marriage of Heaven & Hell" d'après William Blake et ce avec Edward Ka-Spel (Legendary pink dots) aux spoken-words.

## Composition actuelle du collectif
- Antara Annemarie Borg (Angleterre) : keyboards, spoken words, vocals
- Calogero Marotta  (Belgique / Italie / Angleterre) : acoustic bass guitar, bass guitar, double-bass, cello, guitars, keyboards
- Jean Marie Mathoul aka Jean M. Mathoul  (Belgique) : devices, drones, loops, lyrics, mix, percussions, soundscapes, treatments
- Bert Vanden Berghe (Pays-Bas) : guitares, treatments

## Side-projects
De tout temps, chaque membre de 48 Cameras a mené une ou plusieurs activités musicales parallèles.
Ainsi, en 2002, David Coulter et Jean Marie Mathoul ont enregistré par correspondance l’album "Maximin" avec Charlemagne Palestine (États-Unis), paru sur le label Young God Records de Michael Gira. De même, en 2004 David Coulter, Jean Marie Mathoul et Charlemagne Palestine ont cette fois enregistré, toujours par correspondance, un album avec Michael Gira (États-Unis), "Gantse Mishpuchah - Music in 3 parts", album paru sur le label italien Fringes Recordings.